# Estádio Internacional de Baçorá
O Estádio Internacional de Baçorá ou Estádio Internacional de Basra (em árabe: اِسْتَاد الْبَصْرَة الدُّؤَلِيّ) é um estádio de futebol localizado em Baçorá, no sul do Iraque. É a principal instalação do complexo esportivo denominado Cidade dos Esportes de Baçorá (em árabe: مدينة البصرة الرياضية).

## Nome
O nome oficial é Estádio Internacional de Baçorá, mas outra denominação também é recorrente nos meios esportivo iraquiano, e comumente usada em árabe como apelido: ملعب جذع النخلة, que significa Estádio Tronco de Palmeira. Esta denominação, também refletida na fachada externa do estádio que se inspira na casca ondulante das tamareiras, é uma clara referência a uma das características da cidade de Baçorá, conhecida pelo cultivo e plantação de vastos campos de tamareiras.

## História

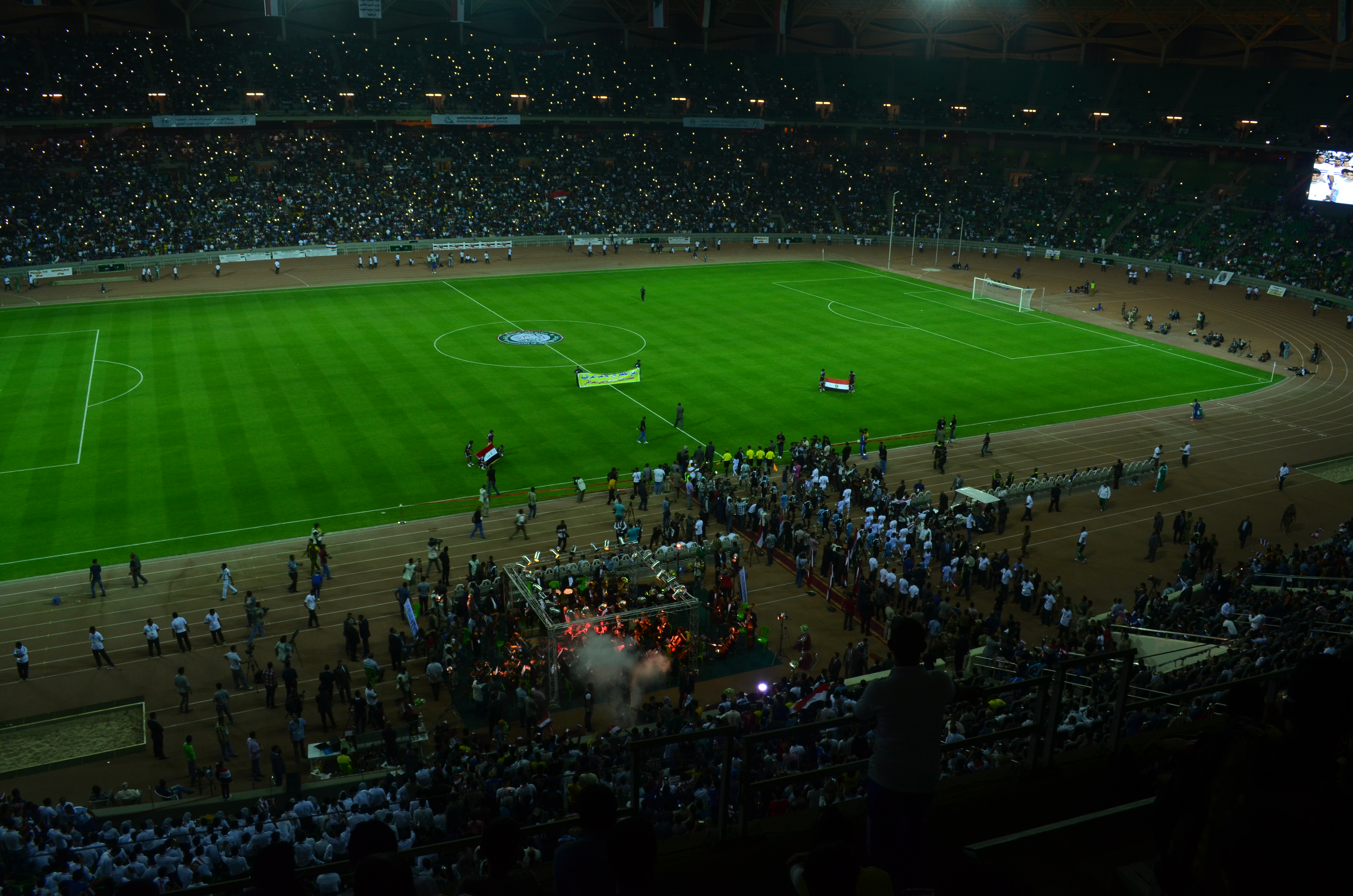
Antes da segunda partida inaugural entre Zamalek e Al-Zawra'a

Projetos iniciais para o complexo esportivo foram apresentados ao governo de Baçorá em 2008. Sua construção teve início em 1.º de janeiro de 2009 e foi concluída em 12 de outubro de 2013. A cidade esportiva foi financiada pelo governo do Iraque, com um orçamento de 550 milhões de dólares estadunidenses. Contém o estádio principal com capacidade para 65 mil pessoas, um estádio secundário com capacidade para 10 mil espectadores, quatro hotéis cinco estrelas e outras instalações esportivas.
O contrato para o projeto foi entregue a Abdullah Al-Jiburi, empreiteiro de construção iraquiano, e a duas empresas estadunidenses, 360 Architecture e Newport Global.
O estádio principal é uma estrutura multinível com capacidade para 65 mil pessoas, 20 suítes e 230 assentos VIP. O complexo também conta com salas VIP e restaurantes, instalações para espectadores, 205 vagas VIP de estacionamento subterrâneo e um túnel que liga o estádio principal ao estádio secundário. A estrutura básica é de concreto moldado no local com assentos pré-moldados para estádios. A estrutura da cobertura é metálica e em balanço a 30 metros do pilar de sustentação do tabuleiro superior, com vão posterior de 15 metros. O estádio é envolvido por uma parede cortina de elementos curvos multidirecionais. O complexo possui 10 mil vagas de estacionamento no total, e uma área de 257 340 metros quadrados.
A primeira partida internacional disputada no estádio, e também a primeira da Seleção Iraquiana de Futebol em casa após quatro anos, ocorreu em 1.º de junho de 2017, com a vitória do time local sobre a Jordânia por 1–0 em um amistoso.
Em 10 de outubro de 2019, o Iraque disputou seu primeiro jogo internacional competitivo em casa após oito anos, contra Hong Kong, e venceu por 2–0.
Em janeiro de 2023, o estádio foi a principal sede da Copa do Golfo Pérsico, a primeira competição de seleções sediada pelo Iraque em 44 anos. Horas antes da final da competição entre o país sede e Omã, um pisoteamento no local matou entre uma e quatro pessoas, e deixou dezenas de feridos. O Ministério do Interior iraquiano pediu que pessoas sem ingresso deixassem os arredores do estádio, enquanto torcedores presentes culparam a multidão sem ingresso e também a organização do torneio. A Associação de Futebol do Iraque confirmou que a partida prosseguiria como planejado, e o título foi conquistado pela seleção anfitriã, com a vitória por 3–2 na prorrogação.